# Pstroszyce Drugie
Pstroszyce Drugie – wieś w Polsce położona w województwie małopolskim, w powiecie miechowskim, w gminie Miechów.
W latach 1975–1998 miejscowość administracyjnie należała do województwa kieleckiego. Integralne części miejscowości: Kozie Główki, Podbukowiec, Rozpierzchów, Widnica, Zapiecki.